# Otaio (fleuve)
Le fleuve Otaio  est un cours d'eau du sud de la région de  Canterbury dans l’Ile du Sud de la Nouvelle-Zélande. 

## Géographie
Il coule initialement vers le nord à partir de sa source sur les pentes Nord du mont «Studholme» dans la chaîne des «Hunters Hills», tournant vers le nord-est pour entrer dans l’extrémité sud des Plaines de Canterbury.
Il tourne ensuite vers le sud-est, atteignant l’Océan Pacifique au sud de la ville de St Andrews.